# Elzéart d'Uzès
Elzéart d'Uzès (v. 1045-env. 1125) est un seigneur d'Uzès de la seconde moitié du XIe siècle et du début du siècle suivant.

## Biographie

### Origines
Elzéart d'Uzès naît probablement alentours de 1045. Ses origines restent inconnues.
Dans sa thèse, Isabelle Carbonnel-Dion (1987) rappelle qu'au XVIIIe siècle « un des feudistes du duc d’Uzès voyait dans la famille une branche des comtes de Toulouse » et qu'une autre hypothèse en faisait une tige de la maison d'Anduze, sans qu'une filiation prouvée ne soit donnée. L'historienne avance une troisième possibilité, qu'il soit le descendant d'un viguier au service du comte de Toulouse. Cette hypothèse repose sur le fait que ce seigneur d'Uzès était le vassal du comte pour la vicaria, correspondant à un quartier de la cité. Ainsi, le nouveau seigneur d'Uzès était probablement un agent comtal à qui l'on aurait « inféodé, de bon gré ou contraint, une partie de la ville ».

### Seigneur d'Uzès
Il semble être marié vers 1070. Il est mentionné dans des actes de 1088, 1118, et 1125. Il souscrit, en 1088, à la charte de Raymond IV de Saint-Gilles, en faveur de l'abbaye Saint-André, près d'Avignon.
Il possède le castrum primitif d'Uzès.

### Famille et succession
L'historien Léon Ménard (XVIIIe siècle), puis à sa suite Gratien Charvet (La première maison d'Uzès, 1870), a considéré que Raymond Décan de Posquières était son fils. L'historien Andrè Dupont (1940), reprenant ses prédécesseurs, indiquait ainsi qu'il aurait eu eux deux enfants : Raymond-Décan et Béatrix. L'historien Georges de Manteyer (1908) considérait déjà Elzéar comme le beau-père de Decan.
Il semble n'avoir eu qu'une fille, Marie,. Cette dernière épouse Raymond Décan de Posquières,,.
Elzéart d'Uzès meurt probablement aux alentours de l'année 1125.